# Балка Попова
Балка Попова, Папас-Тарама — балка (річка) в Україні у Кальміуському районі Донецької області. Ліва притока річки Малого Кальчика (басейн Азовського моря).

## Опис
Довжина балки приблизно 7,07 км, найкоротша відстань між витоком і гирлом — 6,12  км, коефіцієнт звивистості річки — 1,16 . Формується декількома балками та загатами.

## Розташування
Бере початок на південно-західній стороні від села Кам'янки. Тече переважно через села Запорізьке та Степанівку і на південній околиці села Новоолексіївки впадає у річку Малий Кальчик, ліву притоку річки Кальчика.

## Цікаві факти
- На лівому березі балки у селі Запорізьке на південно-східній стороні на відстані приблизно 2,29 км розташований пасажирський залізничний зупинний пункт Кічиксу[3].
- У XX столітті на балці існували водосховища та багато газових свердловин[4].